# Route nationale 325
Die Route nationale 325, kurz N 325 oder RN 325 war von 1933 bis 1973 eine französische Nationalstraße, die von Crouy bei Soissons nach Leffincourt-Mazagran verlief. Ihre Länge betrug 101 Kilometer.